# Athénée Robert Catteau

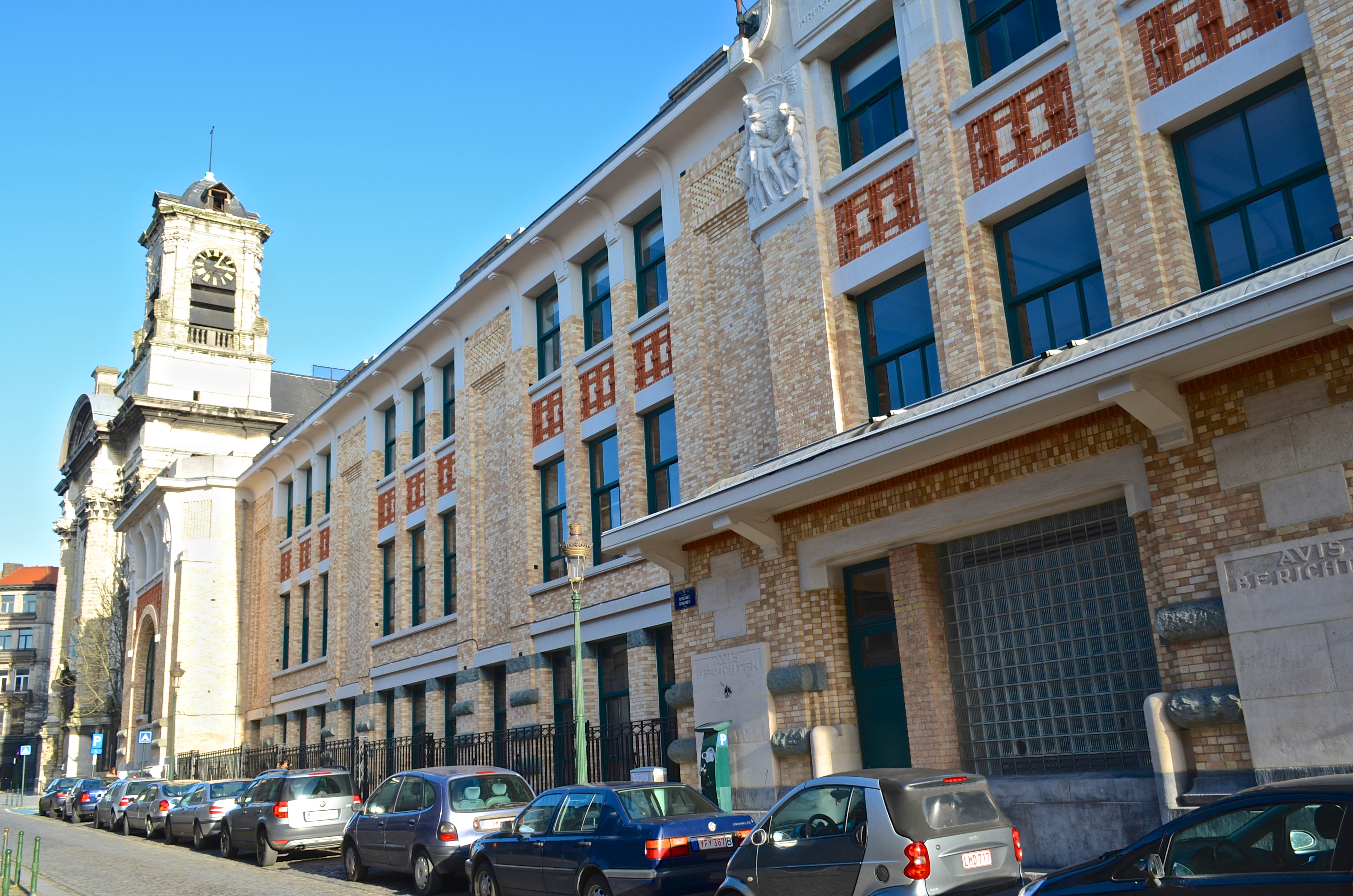
Athénée Robert Catteau et l’église des Minimes

Pour les articles homonymes, voir Catteau et ARC.
L'athénée Robert Catteau (ARC) est une école de la ville de Bruxelles, située rue Ernest Allard, faisant partie du réseau enseignement officiel. Depuis 1948, elle porte le nom de Robert Catteau (1880-1956), avocat, journaliste et échevin de la ville de Bruxelles. Elle est la continuation de l'école moyenne A fondée au sein des bâtiments de l'université libre de Bruxelles en 1851,,. L'athénée dispense un enseignement général rénové préparant aux études universitaires et se qualifie comme un « centre d'excellence ».

## Historique
En 1818 est fondée une école primaire supérieure rue des Minimes, nommée École primaire supérieure du gouvernement à Bruxelles. Elle était dirigée par Jean-Baptiste Pietersz qui sera en tant que premier directeur nommé chevalier de l'ordre de Léopold en 1843. Elle porte ensuite le nom d'école modèle supérieure.
En 1851, la ville de Bruxelles reçoit l'école primaire supérieure de l'État. Elle décide alors de fonder deux écoles moyennes à partir de celle-ci : l'école moyenne A (qui prit par la suite le nom de Robert Catteau) et l'école moyenne B (aujourd'hui l'athénée Léon Lepage). L'école moyenne A a ses locaux dans le palais Granvelle, à l'époque le bâtiment principal de l'université libre de Bruxelles, sis rue des Sols et rue de l'Impératrice. En 1893, l'école est déplacée rue de Rollebeek et puis, dès 1921, se situe rue Philippe le Bon, au sein de bâtiments provisoires. De ce lien avec l'ULB, l'athénée Robert Catteau conservera des relations particulières ; en 2017, une partie du corps professoral des années supérieures de l'athénée enseigne ainsi également à l'université.
En 1927, l'école emménage dans son bâtiment actuel, l'entrée principale donnant à l'époque sur la rue des Minimes. En 1941, l'école moyenne A devient un athénée, avant de prendre le nom, le 7 décembre 1948, d’athénée Robert Catteau.
En 1948, le cycle supérieur comprend trois orientations classiques : les sections latin-grec, latin-mathématique et latin-sciences (créée en 1947).
En 1951, la scientifique A est créée.
En 1958, les septièmes préparatoires à l'enseignement supérieur sont créées.
En 1978, l'athénée ouvre ses classes aux jeunes filles.
En 2011, l'athénée réforme ses sections afin de se conformer à ce que proposent les autres établissements de la région, qui dispensent désormais tous un enseignement de type rénové. Les orientations finales latin-grec, latin-mathématique et latin-sciences sont conservées. En revanche, la scientifique A devient mathématiques-sciences et une nouvelle section voit le jour : économie-mathématiques.
En 2022, une nouvelle section est ouverte en 3e, intitulée « arts d'expression » où on apprend le théâtre.

### Athénée Buls-Catteau
En septembre 2022, l'Instruction publique de la Ville de Bruxelles inaugure une nouvelle école secondaire, annexe de l'Athénée Robert Catteau, dénommée Athénée Buls-Catteau, également implantée dans le quartier des Marolles. Il s'agit, contrairement à l'Athénée Robert Catteau aux relents d'enseignement classique, d'une école à pédagogie active, avec des méthodes créatives et collaboratives. L'Athénée Buls-Catteau offre également un enseignement scientifique poussé, et souhaite transposer la réputation d'excellence de l'Athénée Robert Catteau. Les deux écoles partagent également l'usage intensif des technologies numériques. Une autre différence notable, cependant, est la mixité des cours d'éducation physique, contrairement à ce qui est organisé à l'Athénée Robert Catteau et la plupart des autres établissements secondaires bruxellois.
La dénomination Athénée Buls-Catteau combine l'Athénée Robert Catteau, en référence à son établissement organisateur d'origine, et l'école primaire Charles Buls, qui occupe les bâtiments où s'est installé cette nouvelle section. Selon l'échevine bruxelloise Faouzia Hariche, la combinaison des deux noms Robert Catteau et Charles Buls vise à prolonger « la rigueur et l’excellence de l'enseignement traditionnel de l'Athénée Robert Catteau », d'une part, tout en s'implantant « dans l’école primaire Charles-Buls, jadis surnommée 'école d’application', fief de nouvelles pédagogies », d'autre part. Tout comme pour Robert Catteau avec l'Athénée Robert Catteau, un autre athénée de la Ville de Bruxelles porte déjà le nom de Charles Buls, la Hoofdstedelijk Atheneum Karel Buls à Neder-over-Heembeek, homologue néerlandophone de l'Athénée des Pagodes.
L'Athénée Buls-Catteau est solennellement inauguré le 26 janvier 2023.

## Bâtiment
Le bâtiment de l’école moyenne A, d’inspiration Art déco, fut construit de 1923 à 1927 près de l’église Saints-Jean-et-Étienne-aux-Minimes, juste à côté du Palais de justice de Bruxelles, sur des plans de l’architecte François Malfait. L’ancien couvent des Minimes, bâti sur la maison de l’anatomiste de la Renaissance André Vésale, avait été désaffecté en 1790, et avait servi successivement de dépôt de mendicité en 1801, de fabrique de tabac en 1813, d’atelier de lithographie en 1815, puis d’hôpital militaire et enfin de prison pour femmes avant d’être détruit en 1920.
L'architecte Malfait dut composer avec le fort dénivelé et la limitation de hauteur des constructions pour préserver le panorama de la place Poelaert située au-dessus. Les nouveaux bâtiments de l'école moyenne A sont inaugurés le 27 septembre 1927.

### Architecture
L’édifice est construit en brique de couleur claire, dans l’esprit géométrique de l’Art déco, avec des éléments décoratifs de brique rouge et de la pierre blanche pour les sculptures et la grande corniche en cavet qui couronne le haut du bâtiment.

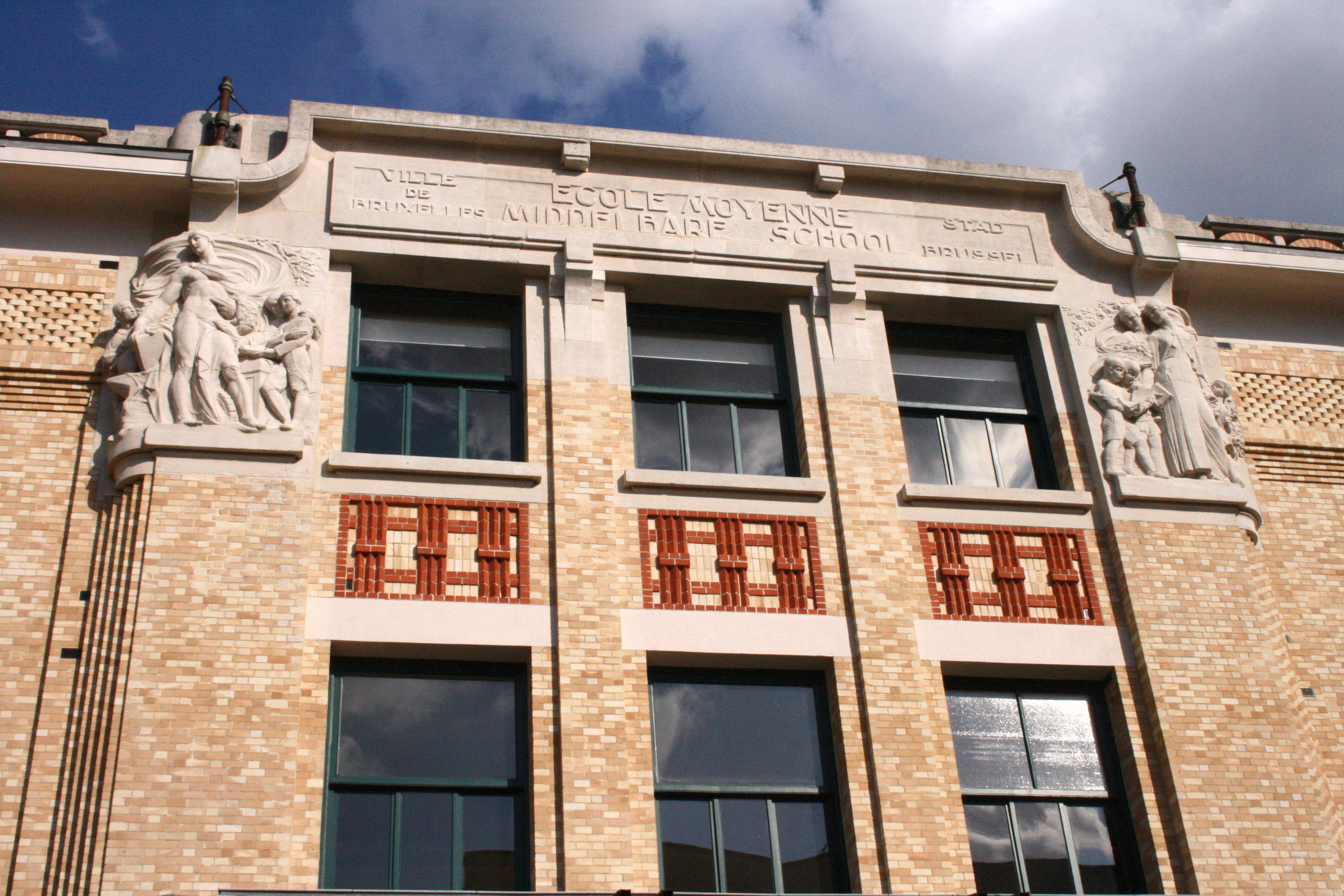
Façade, corps central.
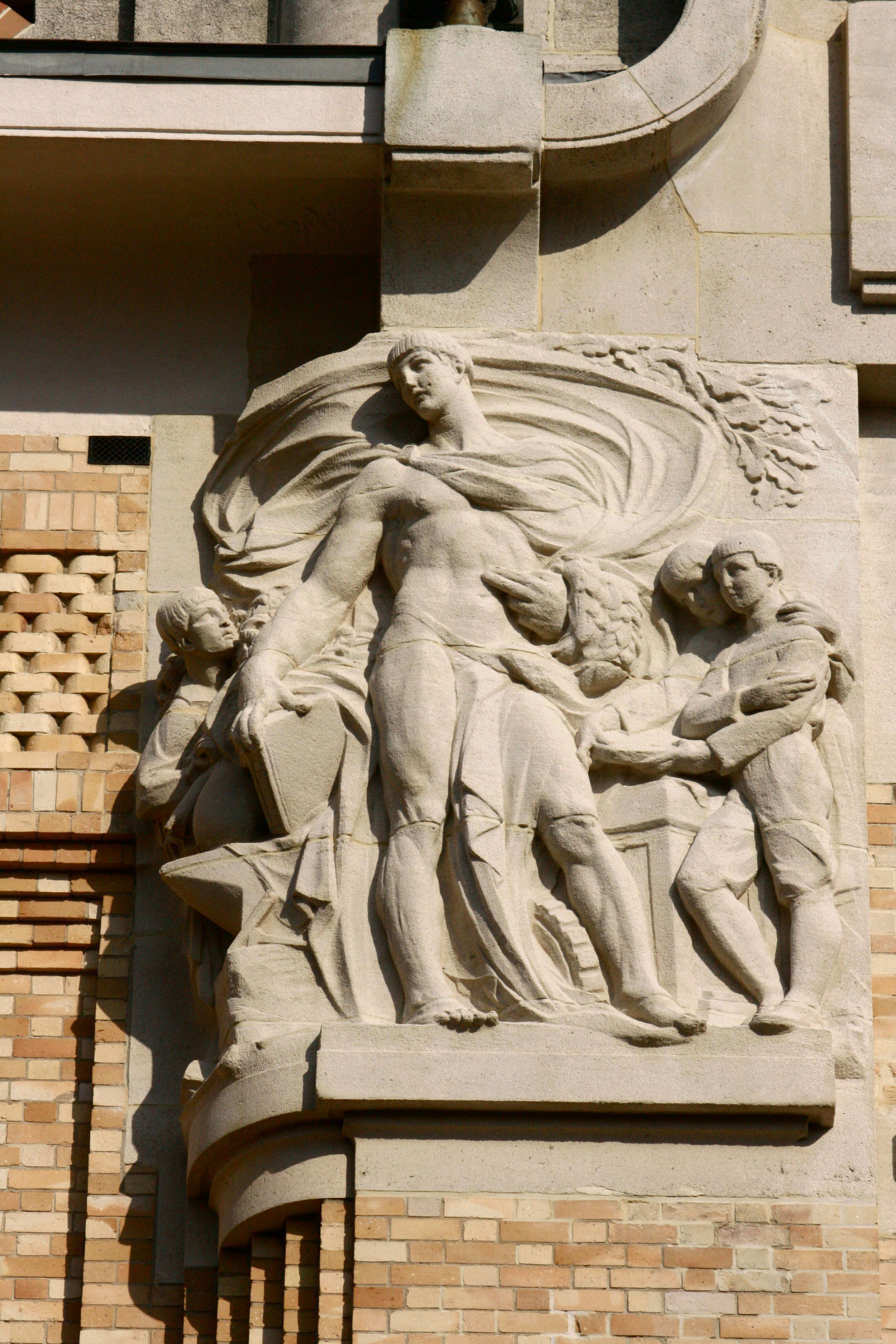
Sculpture de la façade.

## Système éducatif
L'école offre un enseignement rénové qui a une réputation de qualité,. Il privilégie par exemple l'étude des langues anciennes (le latin est obligatoire pendant les 2 premières années, et peut-être poursuivi durant les 6 années) et est fort axé sur les sciences et les mathématiques. En 5e et 6e année, dans les options latin-mathématique et mathématique-sciences, les élèves suivent 8 heures de mathématiques par semaine. L'athénée inclut en effet 2 heures de « préparation aux études supérieures » (PES), durant lesquelles des sujets complémentaires liés aux mathématiques et aux sciences et intéressant pour les études supérieures, au programme de base qui est composé des 6 heures réglementaires. Il en va de même pour certains cours de sciences ; des heures supplémentaires sont ajoutées à l'horaire de base. Par ces méthodes, Catteau déjoue le système de l'enseignement rénové en ajoutant des heures de cours officiellement facultatives.
L'athénée Robert Catteau était jusqu'il y a peu un des derniers établissements à offrir de l'enseignement traditionnel (non-rénové).
L'année de rhétorique complémentaire – 7e préparatoire universitaire – prépare les élèves issus d'autres écoles secondaires, aux facultés polytechniques, de médecine ou des sciences, ainsi qu'à l'École royale militaire.
L'athénée Robert Catteau se base sur les programmes et requis de la Communauté française de Belgique, en y ajoutant son propre cursus plus poussé, notamment via des cours de niveau universitaire dans le 3e degré d'enseignement.
La priorité du projet pédagogique demeure centrée sur l'accession à l'enseignement supérieur, et ce sans distinction aucune. L'athénée met tout en œuvre pour former un élève à la société démocratique et lui inculquer un idéal de tolérance et de respect. Pour favoriser au mieux la réussite de ces projets, toute la communauté éducative contribue sans relâche à la création d'une atmosphère paisible et humaine. L'école met en œuvre l'organisation de sports obligatoires dans le cadre d'activités parascolaires.

## Travail de fin d'études
L'athénée Robert Catteau est l'une des dernières écoles de la région où les élèves doivent présenter leur travail de fin d'études de manière obligatoire en complément des examens afin d'obtenir leur CESS.

## Concours

### Olympiades de mathématiques
L'athénée détient le nombre le plus important de premiers prix tout comme le plus grand nombre de prix en général[réf. nécessaire] aux Olympiades mathématiques belges depuis sa création en 1976 (en l'état en 2018). Deux élèves ont de surcroît décroché une médaille d'argent aux Olympiades internationales de mathématiques.
Durant l'année 2006, l'athénée est classé parmi les trois meilleurs établissements secondaires francophones de la Belgique et du grand-duché du Luxembourg au niveau des résultats des olympiades de mathématiques. Chaque année, une cinquantaine d'élèves se hissent en demi-finale et entre cinq et dix élèves en finale.
Catteau organise, par ailleurs, un club de mathématiques durant certaines pauses de midi. Ce club est animé par des professeurs de l'école. Cette équipe a envoyé, durant l'année 2008, neuf élèves en finale des olympiades de mathématiques.
En outre, Catteau se distingue particulièrement bien dans d'autres compétitions comme les olympiades de chimie, d'informatique, de physique ou encore au niveau du Kangourou des Mathématiques (compétition internationale francophone de mathématiques). En 2017, lors des championnats interscolaires d'échecs, Catteau gagne la finale bruxelloise et la finale francophone et arrive deuxième lors de la finale nationale
,. L'école récidive en 2020 en emportant la finale bruxelloise et se qualifie pour la finale de la Fédération Wallonie-Bruxelles.

### Concours de versions latines
L'école remporte aussi en 2018 le plus de premiers prix et le plus de citations au palmarès du concours annuel de version latine depuis sa création (tous types d'enseignement confondus), organisé par la Fédération royale des professeurs de grec et de latin.
L'athénée se classe chaque année dans le haut du palmarès du concours des versions latines (un tiers des étudiants dans le top 25 viennent de Catteau).

### Projet Cansat
En 2015, l'athénée est sélectionné et puis atteint, en 2016, en finale du projet Cansat de l'Agence spatiale européenne avec l'équipe SCADA 378, ayant fait décoller une fusée qui contient un satellite collectant des informations sur l’atmosphère depuis la base militaire de 't Harde aux Pays-Bas.

## Œuvres et publications
En 1983, le réputé Théâtre de l'Esprit Frappeur d'Albert-André Lheureux s'installe à l'athénée Robert Catteau pour représenter La Salle des Profs de Liliane Wouters. Le succès rencontré fait exporter la pièce ailleurs en Belgique, en France, et en deux téléfilms.
En 2010, l'atelier d'écriture de l'athénée Robert Catteau, composé d'élèves et encadré par des professeurs, voit la publication de son premier livre, Histoire dérobée. Signé sous le pseudonyme H. Ades, le récit se base sur de faits réels autour de l'athénée durant la Seconde Guerre mondiale, notamment la découverte de casseroles embossées de l'aigle nazi dans le réfectoire (situé dans les caves de l'école, à côté du Palais de justice de Bruxelles), dans les années 1970 ; alors que l'athénée avait par ailleurs accueilli des familles juives durant l'occupation. L'ouvrage est publié par EME Éditions à Louvain-la-Neuve.
Le second livre de l'atelier d'écriture de Catteau, L’Ombre irritable des poètes, est publié en 2013 par les Éditions du Chemin, après avoir remporté un concours organisé par ces-dernières. Il obtient le prix spécial du jury du festival Li(v)re ensemble.

## Lieu de tournage
Les bâtiments de l'Athénée servent de lieu de tournage pour diverses productions cinématographiques et télévisuelles, notamment :
- Beats of Love (Jan & Raf Roosens, 2023)
- Adorables (Solange Cicurel, 2020)[38] : couloirs, salles de classe, le pavillon d'entrée et la salle des fêtes.
- The Expatriate (Philipp Stölzl, 2013)[39]

## Organisations particulières
L'école possède deux organisations qui s'occupent, d'une part, des activités au sein même de l'établissement et, d'autre part, en dehors de celui-ci.

### Trait-d'Union
L'organisation Trait-d'Union, organisée par des élèves et maintenue par les professeurs, s'occupe du jumelage entre l'athénée et l'école primaire de Laye, au Burkina Faso. L'organisation collecte au cours de chaque année des dons matériels (scolaires, vestimentaires, etc.) et des fonds afin de les envoyer au Burkina. Trait-d'Union est reconnu comme le membre organisateur de la Fête de la Musique Moderne de l'athénée (renommée Soirée musicale Trait d'Union en 2013).
En automne 2014, deux élèves, un professeur, une secrétaire et le préfet de l'athénée sont restés coincés une semaine dans un hôtel à Ouagadougou à cause des tensions dont a souffert le pays, à cause desquelles les frontières ont été fermées.

### Le MP
L'association d'élèves Marcheurs de la paix se focalise sur le bien-être des élèves au sein de l'école. L'association a été mise sur pied à la suite du projet Move Tegen Pesten, un projet contre le harcèlement de la Communauté flamande organisé par la chaîne de télévision Ketnet, auquel l'athénée Robert Catteau a participé (Move Tegen Pesten 2012) en tant que seule école francophone,,,,,. Les actions contre le harcèlement se poursuivent depuis lors,. Le MP a par exemple instauré le projet des boîtes aux lettres VIP, servant à recevoir des messages de demande d'aide, ou de signalement de cas de harcèlements.
Officiellement présente comme association d'élèves depuis 2013, le MP s'est investi dans de nombreuses activités. Le projet éducatif de la ville de Bruxelles a montré vouloir étendre ce projet mené par l'athénée Robert Catteau dans tout le réseau d'écoles bruxellois, francophone comme néerlandophone.
En 2014, les marcheurs de la paix reçoivent le prix de la Transférabilité du 7e Forum des innovations en éducation Schola ULB pour le projet Move Tegen Pesten.
L'école est présente en ligne sous la forme d'un journal scolaire rédigé par les élèves intitulé Catmag.

### Fête de la musique
Depuis 1978, l'école ouvre annuellement ses portes pour présenter un concert de musique qualifiée de moderne. Mis en scène par les élèves, le spectacle rencontre un certain succès au sein de la nouvelle génération bruxelloise.
En 2013, la FDLM fut passée en direct sur la chaîne de télévision inter-bruxelloise Télé Bruxelles.

### Fondation Léopold Blondiau
Créé sous le nom de fonds Léopold Blondiau en 1952 au sein du Cercle royal des anciens élèves de l’athénée Robert Catteau. Les revenus annuels doivent servir à aider un ou plusieurs élèves méritants et de condition modeste, de l’athénée Robert Catteau, à poursuivre leurs études. L’Association royale des amis et anciens de l’athénée Robert Catteau a repris les activités du fonds Blondiau en 1976 lors de la reprise des activités du Cercle royal des anciens élèves de l’athénée Robert Catteau (CADEMA) par les Amis de l’athénée Robert Catteau. Son but a également évolué au cours des années. En 2010, son action était destinée aux œuvres sociales de l'école et à l'acquisition d'équipements didactiques modernes performants. Il était alimenté par les donations des anciens et des parents des élèves de l’athénée Robert Catteau par décision du comité de l’Association royale des amis et anciens de l’athénée Robert Catteau. Son existence dépendait entièrement de l’Association royale des amis et anciens. Le 2 novembre 2010 est fondée une nouvelle structure indépendante sous la forme d’une fondation privée. En 2015, la fondation a décidé d'élargir son champ d'action potentiel à toutes les écoles de la Ville de Bruxelles, tout en donnant la priorité aux écoles de l'athénée Robert Catteau.
Léopold Blondiau est fondateur et premier président du Cercle des anciens de l'école moyenne A, en 1907. Notamment échevin de l'instruction publique d'Etterbeek après la seconde guerre mondiale, il était un ardent défenseur de l'école publique et suivra toute l'histoire de son école, l'athénée Robert Catteau. On le retrouve comme président honoraire des Amis et anciens de l'athénée Robert Catteau en 1980, année de son décès.

## Mini-entreprises
Depuis 1963, l'athénée participe au concours des mini-entreprises.
Mini-entreprises ayant été présentées,,, : 
| Année | Entreprise   | Résultat | Catégorie                                    | Concours                               |
| ----- | ------------ | -------- | -------------------------------------------- | -------------------------------------- |
| 2004  | NicePearl    | Nommé    | Prix principal                               | Semi-finales belges                    |
| 2004  | NicePearl    | Remporté | Prix du meilleur profit                      | Semi-finales belges                    |
| 2004  | NicePearl    | Remporté | Prix du meilleur site-web                    | Semi-finales belges                    |
| 2010  | Recard It    | Remporté | Prix principal                               | Finale belge des jeunes entreprises    |
| 2010  | Recard It    | Remporté | Prix principal                               | Finale belge des jeunes entreprises    |
| 2010  | Recard It    | Nommé    | Prix principal                               | Finale européenne des mini-entreprises |
| 2010  | M³ Concept   | Remporté | Prix principal                               | Be-Next                                |
| 2012  | Pearl-Fume   | Remporté | Prix principal                               | Finale belge des jeunes entreprises    |
| 2012  | B-Attractive | Nommé    | Prix principal                               | Finale belge des jeunes entreprises    |
| 2013  | PixSay-It    | Remporté | Prix de l'Esprit d'équipe                    | Finale belge des jeunes entreprises    |
| 2016  | Snakear      | Remporté | Prix Le Soir de la meilleure publicité vidéo | Finale belge des jeunes entreprises    |
| 2016  | Snakear      | Remporté | Prix du spot publicitaire radio              | Concours 2016 - Les Jeunes Entreprises |

*liste non exhaustive

## Diplômés de l'athénée Robert Catteau
L'année entre parenthèses est l'année d'obtention du diplôme, indiquée quand elle est connue.
- André Dartevelle (réalisateur belge)
- Jean Baisier (directeur de la patisserie Les tartes de Françoise, 1983)
- Jean-Marc Bryskere (CEO chez Greenbiz, 1983)
- Michel Draguet (professeur à l'Université libre de Bruxelles et directeur des Musées royaux des Beaux-Arts)
- Arnaud Feist (CEO de l'aéroport de Bruxelles-National, 1984)
- Daniel Janssen (CEO de Solvay, administrateur honoraire de UCB Pharma et de la Société générale de banque, 1953)
- Sylvie Rager (cofondatrice et codirectrice du Théatre de la Toison d'Or à Ixelles, 1984)
- Erik Silance (journaliste belge, 1981)
- Marc Toledo (entrepreneur, 1984)
- Julien Uyttendaele (homme politique belge, député bruxellois)
- Claire Waelbroeck (paléo-climatologue, 1984)
- Denis Wirtz (en) (vice-recteur à la recherche à l'université Johns-Hopkins, 1983)
- Daniel Zajfman (en) (physicien israélien)
- Pierre Vanderhaeghen (médecin, professeur à ULB, alumni de Harvard University, directeur d'un laboratoire à la KUL, 1985)
- Jean-Jacques Houben (médecin, professeur à l'Université libre de Bruxelles, 1971)
- Frédéric de Roos (musicien, directeur du Conservatoire royal de Bruxelles, 1975)
- Magali Cornelissen (femme politique, avocate et musicienne, 1997)

## Professeurs à l'athénée Robert Catteau
Certains ci-dessous sont d'anciens professeurs, d'autres d'anciens élèves. L'auteur de cette ligne ne sait pas et aimerait de l'aide pour déplacer les anciens élèves dans la section ci-dessus.
- Thierry Camus (professeur de mathématique, membre de l'équipe olympique belge de volley-ball)
- André Possot (écrivain et préfet de l'athénée jusqu'en 2016)
- Christopher Gérard (auteur belge)
- Didier Coton (homme d'affaires et manageur de pilotes automobile belge)
- Lucia de Brouckère
- Jean-Baptiste Pietersz (premier directeur, chevalier de l'ordre de Léopold)[6]
- Jean Dierickx (linguiste, professeur à l'université libre de Bruxelles)
- Jean-Philippe Toussaint (auteur et réalisateur belge)
- Léopold Blondiau (homme politique belge, vice-président de la Croix-Rouge, 1er président du Cercle des anciens de l'école moyenne A en 1907)[59]
- Liliane Wouters (poétesse belge)
- Martin Declève (réalisateur et photographe belge)
- Michel Goldblat (auteur belge)
- Michel Joiret (homme politique belge)[65]
- Georges Meurant (peintre et essayiste belge)
- Philippe Moureaux (homme politique belge, ministre d'État)[66]
- Raymond Trousson (professeur de langue et littérature modernes, à l'ARC puis à l'université libre de Bruxelles)
- Robert Frickx alias Robert Montal (auteur belge et historien de la littérature, membre de l'Académie royale de langue et de littérature françaises de Belgique)
- Serge Meurant (poète belge)
- Serge Moureaux (homme politique belge, sénateur et député fédéral)[66]